# جهان اکپیروتیک

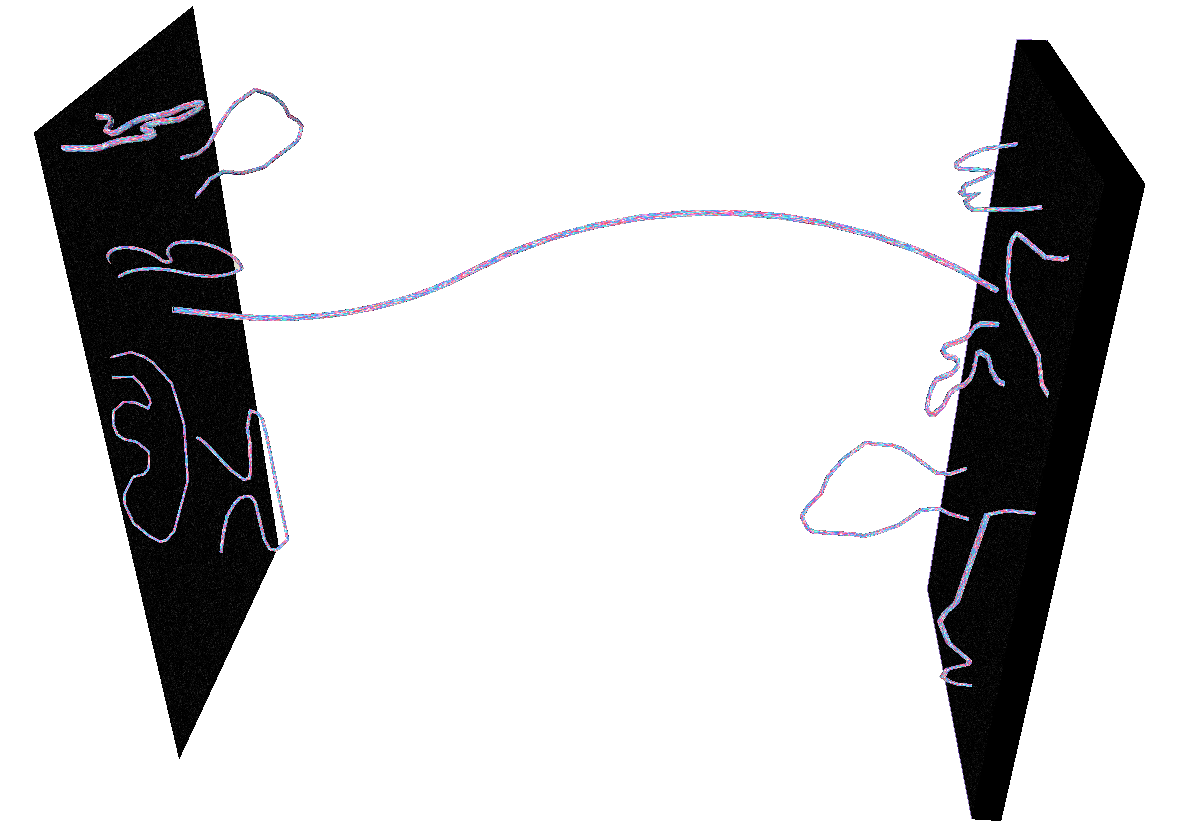
طرح‌واره‌ای از جهان‌های غشایی؛ غشاهای موازی سه‌بُعدی (D-branes) متشکل از غشاهای دوبُعدی (P-branes) که به نوبه خود حاوی رشته‌ها هستند. در شکل، یک‌رشته آن‌ها را به‌هم متصل می‌کند و این دو غشا می‌توانند به طور تصادفی در یک‌شکاف بزرگ «اکپیروتیک» باهم برخورد نمایند.

جهان اکپیروتیک یا سناریوی اکپیروتیک یک مدل کیهان‌شناسی از سرآغاز و شکل جهان است. نام آن برگرفته از واژه رواقی ekpyrosis (به یونانی باستان : ἐκπύρωσις ekpurōsis ) به معنی «آتش‌سوزی بزرگ» یا در کاربرد رواقی آن «تبدیل به آتش» است.
مدل اکپیروتیک به عنوان مدل جایگزینی برای مدل استاندارد تورم کیهانی در ارتباط با نخستین لحظات جهان به‌شمار می‌رود. هر دو مدل بر پایه مدل لامبدا-سی‌دی‌ام مه‌بانگ بنا شده‌اند.
مدل اکپیروتیک به عنوان پیش‌درآمد و قسمتی از برخی مدلهای چرخه‌ای استفاده شده‌است.
مدل اکپیروتیک حاصل کار نیل توروک و پل اشتینهارت است و چنین فرض می‌کند که جهان از نقطه تکینگی به‌وجود نیامده‌است، بلکه بر اثر برخورد دو غشاء پدید آمده‌است. با پذیرفتن این فرضیه برخورد غشاها می‌توانیم از تکینگی آغازین اجتناب کنیم و در عین حال نوسانات چگالی تقریباً مستقل از مقیاس جهان و دیگر ویژگی‌های جهان مشاهده‌شده را حفظ می‌کند. مشاهداتی که مدل اکپیروتیک را از مدل تورمی متمایز می‌کند، شامل قطبش تابش زمینه کیهانی و توزیع بسامد طیف موج گرانشی می‌شوند.